# لومیناتو
لومیناتو (انگلیسی: Luminato) یک جشن سالانه هنر در تورنتو، انتاریو، کانادا است که در سال ۲۰۰۷ راه اندازی شد. لومیناتو در دهه اول خود بیش از ۳۰۰۰ اجرا با حضور ۱۱۰۰۰ هنرمند از بیش از ۴۰ کشور جهان ارائه کرد و بیش از ۸۰ اثر هنری جدید را اجرا کرد.